# Matteo Contini
Matteo Contini (Varese, 16 aprile 1980) è un allenatore di calcio ed ex calciatore italiano,di ruolo difensore.

## Biografia
Il 14 giugno 2015 si è sposato con l'attrice Micol Azzurro.

## Caratteristiche tecniche
Difensore centrale, mancino naturale, spesso sanzionato per la durezza dei suoi interventi.

## Carriera

### Gli inizi
Inizia la sua carriera calcistica nelle giovanili del Varese e successivamente del Milan, e nel corso della stagione 1998-1999, dopo aver vinto il Torneo di Viareggio con la Primavera, è ceduto in prestito al Lumezzane con cui gioca 11 partite nel campionato della Serie C1. Nel 1999/2000, il Milan decide di prestarlo al Livorno, sempre in Serie C1, dove colleziona 15 presenze, senza tuttavia segnare gol.
Nella stagione 2000-2001 passa, ancora in prestito ed ancora in C1, alla SPAL, dove disputa 17 partite e nessun gol al suo attivo.
Nel 2001/2002 passa a titolo definitivo al Monza dove gioca 25 partite, passando a titolo definitivo l'anno successivo all'Aquila dove nel campionato di C1 2002-2003 realizza 2 reti in 31 presenze.
Nel 2003/2004 si trasferisce all'Avellino, in Serie B, all'epoca allenato da Zdeněk Zeman. In quella stagione gioca titolare con al suo attivo 39 partite e un gol.

### Parma
Il 26 settembre 2004 esordisce in Serie A con il Parma (nella partita Inter-Parma 2-2), dove rimane per tre stagioni.
Nel 2004-2005, oltre a essere titolare in campionato, gioca dieci partite anche in Coppa UEFA, giocando sempre titolare, tranne durante il primo turno di andata contro il Maribor e durante la semifinale di andata contro CSKA Mosca, quando siedeva in panchina e durante i quarti di andata, contro l'Austria Vienna, e la semifinale di ritorno contro il CSKA Mosca quando non era stato convocato.
Anche nel 2005/2006 giuoca titolare in campionato. Al suo ultimo anno al Parma, ritorna in Coppa UEFA, dove giuoca 5 partite da titolare, collezionando 358 minuti in campo e saltando il 1º turno di ritorno, contro il Rubin Kazan, e la 1ª e la 4ª giornata del girone contro Odense e Osasuna.

### Napoli
Il 16 agosto 2007 si trasferisce, per una cifra pari a 3 milioni e 200 000 euro, al Napoli dove firma un contratto quinquennale.
Nelle prime due stagioni a Napoli, sotto la guida di Edoardo Reja e Roberto Donadoni, gioca quasi sempre da titolare, con buoni risultati, ottenendo nel 2008/2009 il record personale di minuti in campo: 2874 minuti. Il 4 maggio 2008, in Torino-Napoli, terminata 2-1 per i granata, sigla la sua prima ed unica rete con la maglia azzurra, sancendo il momentaneo 1-1.
Con l'arrivo di Walter Mazzarri alterna ottime partite a errori pesanti, come quello di Torino nella partita vinta 2-3 contro la Juventus, in cui serve involontariamente un assist a Giovinco per il gol del 2-0.

### Real Saragozza
Il 27 gennaio 2010 passa in prestito con diritto di riscatto al Real Saragozza. Esordisce nella Liga il 31 gennaio 2010 nel match esterno contro il Tenerife (1-3) e diventa una pedina fondamentale per la difesa del Real Saragozza. Segna il suo primo goal nella Liga il 7 febbraio 2010 nel match casalingo contro il Siviglia con un tiro in diagonale su un calcio d'angolo. La partita terminerà 2-1 per gli Aragonesi. L'8 luglio 2010 viene riscattato dal club aragonese per 2,3 milioni di euro e sottoscrive un contratto fino al 2013.

### Siena e Atalanta
Dopo un anno e mezzo in Spagna e 40 partite e un gol collezionati con il Real Saragozza, torna in Italia l'8 agosto 2011, prelevato dal Siena in prestito con diritto di riscatto. La società toscana dovrà riscattare Contini se non retrocederà in Serie B. Contini ha dichiarato di aver lasciato la squadra aragonese per problemi personali.
Resta così al Siena e debutta nella nuova stagione il 19 agosto giocando da titolare la sfida di Coppa Italia vinta contro il L.R. Vicenza per 4-2.
Il 31 gennaio 2013, ultimo giorno di calciomercato, passa a titolo definitivo all'Atalanta. Con la dea non riesce a trovar spazio totalizzando solo 3 presenze in campionato.

### Serie B e serie inferiori
Alla fine della stagione 2012/2013 viene messo ai margini della rosa bergamasca ed il 30 agosto 2013 viene ceduto in prestito alla Juve Stabia in Serie B. Esordisce con la sua nuova squadra l'8 settembre in occasione della gara contro la Reggina al Granillo di Reggio Calabria.
Il 18 luglio 2014, il Bari comunica tramite il proprio sito ufficiale di aver acquistato il giocatore a titolo temporaneo. Contini disputa una buona stagione, chiusa con 25 presenze in Serie B; il 13 luglio 2015 viene rinnovato il prestito. Nel corso della partita Ascoli-Bari del 19 aprile 2016, dopo pochi minuti, subisce un infortunio muscolare che lo tiene fuori squadra fino a fine stagione.
Ancora sotto contratto con l'Atalanta, il 27 agosto dello stesso anno passa in prestito alla Ternana.
A luglio, nei giorni in cui firma per la Carrarese, a Coverciano segue il corso da allenatore UEFA B che consente di allenare in Serie D. A seguito di varie problematiche rescinde il contratto con la Carrarese dopo nemmeno due mesi.
Pergolettese e l'inizio dell'esperienza di allenatore
Il 20 settembre 2017 si accasa alla Pergolettese militante in Serie D. Debutta con la maglia gialloblu il 24 settembre, nella vittoriosa trasferta contro la Bustese Milano City (0-2). Al termine della stagione inizia a seguire il corso per il patentino di allenatore UEFA B, annunciando il ritiro dall'attività agonisitica. Gioca la sua ultima partita ufficiale il 20 maggio 2018, nella vittoria della finale play-off contro il Darfo Boario (1-0).
Nel 2018 la Pergolettese gli affida la panchina degli Allievi provinciali, per poi promuoverlo allenatore della prima squadra, dove rimane sino al 2020.
Giana Erminio
L'11 novembre 2021 assume la guida della Giana Erminio, club di Serie C, al posto dell'esonerato Oscar Brevi.

### Allenatore

#### Pergolettese
Diventato allenatore degli Allievi 2003 della Pergolettese, il 27 settembre 2018 ottiene la qualifica UEFA A che abilita all'allenamento di tutte le formazioni giovanili e delle prime squadre fino alla Serie C, e alla posizione di allenatore in seconda in Serie B e Serie A.
Il 6 novembre 2018 viene promosso alla guida della panchina della prima squadra dopo l'esonero di Ivan Del Prato. Esordisce alla guida della squadra l'11 novembre, nel vittorioso derby contro il Fanfulla (6-2). A fine campionato porta la squadra alla promozione in Serie C dopo lo spareggio vinto con il Modena per 2-1. La stagione seguente viene riconfermato alla guida della squadra nel campionato di Serie C 2019-2020. Il 12 novembre 2019, dopo aver collezionato 0 vittorie in 15 partite ufficiali, viene esonerato con la squadra all'ultimo posto del girone A con soli 5 punti. Il 19 maggio 2020 viene richiamato a guidare la squadra nella doppia sfida ai play-out contro la Pianese affiancato da Gianni Piacentini, dopo l'abbandono di Fiorenzo Albertini dalla guida della squadra per non aver avuto l'idoneità sportiva necessaria dopo l'epidemia di Covid-19. Riuscirà a salvare la Pergolettese in virtù del miglior piazzamento in classifica dopo che le due gare erano finite in pareggio, venendo poi confermato per la stagione successiva. A settembre ottiene l'abilitazione per Allenatore Professionista di Prima Categoria - Uefa Pro.
Il 15 novembre si dimette con la squadra al 15º posto.

#### Giana Erminio
Nella stagione successiva, l'11 novembre 2021, subentra sulla panchina della Giana Erminio al posto dell'esonerato Oscar Brevi con la squadra lombarda all’ultimo posto con 11 punti dopo 13 giornate. Dopo aver terminato il campionato al penultimo posto, con 23 punti raccolti nelle 25 partite della sua gestione, la squadra di Contini retrocederà perdendo i play-out con il Trento.

#### Carpi
Nel dicembre 2022 subentra a Massimo Bagatti sulla panchina del Carpi, in Serie D. Termina il girone terzo e perde la finale dei play-off. Non viene confermato e rimane svincolato.

#### Desenzano
Il 9 novembre 2023 viene ufficializzato come nuovo allenatore del Desenzano, squadra di Serie D, al posto dell'esonerato Mario Tacchinardi. Termina il campionato con il quarto posto e la vittoria nel playoff del girone B e il 15 giugno 2024 viene annunciato il suo addio al club lacustre e rimane svincolato.

### Legnago
Il 27 settembre 2024 sostituisce Daniele Gastaldello sulla panchina del Legnago, ultimo con zero punti nel girone B di Serie C dopo sei giornate. Viene esonerato il 20 gennaio 2025.

## Statistiche

### Presenze e reti nei club
| Stagione              | Squadra               | Campionato            | Campionato | Campionato | Coppe nazionali | Coppe nazionali | Coppe nazionali | Coppe continentali | Coppe continentali | Coppe continentali | Altre coppe | Altre coppe | Altre coppe | Totale | Totale |
| Stagione              | Squadra               | Comp                  | Pres       | Reti       | Comp            | Pres            | Reti            | Comp               | Pres               | Reti               | Comp        | Pres        | Reti        | Pres   | Reti   |
| --------------------- | --------------------- | --------------------- | ---------- | ---------- | --------------- | --------------- | --------------- | ------------------ | ------------------ | ------------------ | ----------- | ----------- | ----------- | ------ | ------ |
| gen.-giu. 1999        | Lumezzane             | C1                    | 11         | 0          | CI+CI-C         | -               | -               | -                  | -                  | -                  | -           | -           | -           | 11     | 0      |
| 1999-2000             | Livorno               | C1                    | 14         | 0          | CI-C            | 3               | 0               | -                  | -                  | -                  | -           | -           | -           | 17     | 0      |
| 2000-2001             | SPAL                  | C1                    | 17         | 0          | CI-C            | 0               | 0               | -                  | -                  | -                  | -           | -           | -           | 17     | 0      |
| 2001-2002             | Monza                 | C1                    | 25         | 0          | CI-C            | 2               | 0               | -                  | -                  | -                  | -           | -           | -           | 27     | 0      |
| 2002-2003             | L'Aquila              | C1                    | 31+2       | 2          | CI-C            | 0               | 0               | -                  | -                  | -                  | -           | -           | -           | 33     | 2      |
| 2003-2004             | Avellino              | B                     | 39         | 1          | CI              | 1               | 0               | -                  | -                  | -                  | -           | -           | -           | 40     | 1      |
| 2004-2005             | Parma                 | A                     | 29+1       | 0          | CI              | 1               | 0               | CU                 | 10                 | 0                  | -           | -           | -           | 41     | 0      |
| 2005-2006             | Parma                 | A                     | 32         | 1          | CI              | 3               | 0               | -                  | -                  | -                  | -           | -           | -           | 35     | 1      |
| 2006-2007             | Parma                 | A                     | 28         | 1          | CI              | 0               | 0               | CU                 | 5                  | 0                  | -           | -           | -           | 33     | 1      |
| Totale Parma          | Totale Parma          | Totale Parma          | 89+1       | 2          |                 | 4               | 0               |                    | 15                 | 0                  |             | -           | -           | 109    | 2      |
| 2007-2008             | Napoli                | A                     | 28         | 1          | CI              | 3               | 0               | -                  | -                  | -                  | -           | -           | -           | 31     | 1      |
| 2008-2009             | Napoli                | A                     | 34         | 0          | CI              | 1               | 0               | I+CU               | 2+3                | 0                  | -           | -           | -           | 40     | 0      |
| 2009-gen. 2010        | Napoli                | A                     | 13         | 0          | CI              | 2               | 0               | -                  | -                  | -                  | -           | -           | -           | 15     | 0      |
| Totale Napoli         | Totale Napoli         | Totale Napoli         | 75         | 1          |                 | 6               | 0               |                    | 5                  | 0                  |             | -           | -           | 86     | 1      |
| gen.-giu. 2010        | Real Saragozza        | PD                    | 15         | 1          | CR              | -               | -               | -                  | -                  | -                  | -           | -           | -           | 15     | 1      |
| 2010-2011             | Real Saragozza        | PD                    | 24         | 0          | CR              | 1               | 0               | -                  | -                  | -                  | -           | -           | -           | 25     | 0      |
| Totale Real Saragozza | Totale Real Saragozza | Totale Real Saragozza | 39         | 1          |                 | 1               | 0               |                    | -                  | -                  |             | -           | -           | 40     | 1      |
| 2011-2012             | Siena                 | A                     | 16         | 0          | CI              | 4               | 0               | -                  | -                  | -                  | -           | -           | -           | 20     | 0      |
| 2012-gen. 2013        | Siena                 | A                     | 10         | 0          | CI              | 3               | 0               | -                  | -                  | -                  | -           | -           | -           | 13     | 0      |
| Totale Siena          | Totale Siena          | Totale Siena          | 26         | 0          |                 | 7               | 0               |                    | -                  | -                  |             | -           | -           | 33     | 0      |
| gen.-giu. 2013        | Atalanta              | A                     | 3          | 0          | CI              | -               | -               | -                  | -                  | -                  | -           | -           | -           | 3      | 0      |
| 2013-2014             | Juve Stabia           | B                     | 27         | 0          | CI              | -               | -               | -                  | -                  | -                  | -           | -           | -           | 27     | 0      |
| 2014-2015             | Bari                  | B                     | 28         | 0          | CI              | 1               | 0               | -                  | -                  | -                  | -           | -           | -           | 29     | 0      |
| 2015-2016             | Bari                  | B                     | 18         | 0          | CI              | 1               | 0               | -                  | -                  | -                  | -           | -           | -           | 19     | 0      |
| Totale Bari           | Totale Bari           | Totale Bari           | 46         | 0          |                 | 2               | 0               |                    | -                  | -                  |             | -           | -           | 48     | 0      |
| 2016-2017             | Ternana               | B                     | 11         | 0          | CI              | 0               | 0               | -                  | -                  | -                  | -           | -           | -           | 11     | 0      |
| lug.-ago. 2017        | Carrarese             | C                     | -          | -          | CI-C            | 2               | 0               | -                  | -                  | -                  | -           | -           | -           | 2      | 0      |
| sett. 2017-2018       | Pergolettese          | D                     | 28+2       | 0          | CI-D            | 1               | 0               | -                  | -                  | -                  | -           | -           | -           | 31     | 0      |
| Totale carriera       | Totale carriera       | Totale carriera       | 479+5      | 7          |                 | 29              | 0               |                    | 20                 | 0                  |             | -           | -           | 533    | 7      |

### Statistiche da allenatore
Statistiche aggiornate al 20 gennaio 2025. In grassetto le competizioni vinte.
| Stagione            | Squadra             | Campionato          | Campionato | Campionato | Campionato | Campionato | Coppe nazionali | Coppe nazionali | Coppe nazionali | Coppe nazionali | Coppe nazionali | Coppe continentali | Coppe continentali | Coppe continentali | Coppe continentali | Coppe continentali | Altre coppe | Altre coppe | Altre coppe | Altre coppe | Altre coppe | Totale | Totale | Totale | Totale | % Vittorie | Piazzamento       |
| Stagione            | Squadra             | Comp                | G          | V          | N          | P          | Comp            | G               | V               | N               | P               | Comp               | G                  | V                  | N                  | P                  | Comp        | G           | V           | N           | P           | G      | V      | N      | P      | %          | Piazzamento       |
| ------------------- | ------------------- | ------------------- | ---------- | ---------- | ---------- | ---------- | --------------- | --------------- | --------------- | --------------- | --------------- | ------------------ | ------------------ | ------------------ | ------------------ | ------------------ | ----------- | ----------- | ----------- | ----------- | ----------- | ------ | ------ | ------ | ------ | ---------- | ----------------- |
| nov. 2018-giu. 2019 | Pergolettese        | D                   | 26+4       | 19+2       | 3          | 4+2        | CI-D            | -               | -               | -               | -               | -                  | -                  | -                  | -                  | -                  | -           | -           | -           | -           | -           | 30     | 21     | 3      | 6      | 70,00      | Sub., 1º (prom.)  |
| 2019-2020           | Pergolettese        | C                   | 14+2       | 0          | 5+2        | 9          | CI-C            | 2               | 0               | 0               | 2               | -                  | -                  | -                  | -                  | -                  | -           | -           | -           | -           | -           | 18     | 0      | 7      | 11     | &0,00      | Eson., Sub., 16°  |
| lug.-nov. 2020      | Pergolettese        | C                   | 9          | 3          | 3          | 3          | -               | -               | -               | -               | -               | -                  | -                  | -                  | -                  | -                  | -           | -           | -           | -           | -           | 9      | 3      | 3      | 3      | 33,33      | Dimiss.           |
| Totale Pergolettese | Totale Pergolettese | Totale Pergolettese | 55         | 24         | 13         | 18         |                 | 2               | 0               | 0               | 2               |                    | -                  | -                  | -                  | -                  |             | -           | -           | -           | -           | 57     | 24     | 13     | 20     | 42,11      |                   |
| nov. 2021-2022      | Giana Erminio       | C                   | 25+2       | 4          | 11         | 10+2       | CI-C            | -               | -               | -               | -               | -                  | -                  | -                  | -                  | -                  | -           | -           | -           | -           | -           | 27     | 4      | 11     | 12     | 14,81      | Sub., 19º (retr.) |
| dic. 2022-2023      | Carpi               | D                   | 19+2       | 7+1        | 8          | 4+1        | CI-D            | -               | -               | -               | -               | -                  | -                  | -                  | -                  | -                  | -           | -           | -           | -           | -           | 21     | 8      | 8      | 5      | 38,10      | Sub., 3º          |
| nov. 2023-2024      | Desenzano           | D                   | 26+2       | 15+2       | 8          | 3          | CI-D            | -               | -               | -               | -               | -                  | -                  | -                  | -                  | -                  | -           | -           | -           | -           | -           | 28     | 17     | 8      | 3      | 60,71      | Sub., 4º          |
| set. 2024-gen. 2025 | Legnago             | C                   | 17         | 3          | 5          | 9          | CI-C            | -               | -               | -               | -               | -                  | -                  | -                  | -                  | -                  | -           | -           | -           | -           | -           | 17     | 3      | 5      | 9      | 17,65      | Sub., Eson.       |
| Totale carriera     | Totale carriera     | Totale carriera     | 148        | 56         | 45         | 47         |                 | 2               | 0               | 0               | 2               |                    | -                  | -                  | -                  | -                  |             | -           | -           | -           | -           | 150    | 56     | 45     | 49     | 37,33      |                   |

## Palmarès

### Giocatore

#### Competizioni giovanili
- Torneo di Viareggio: 1

Milan: 1999

### Allenatore

#### Competizioni interregionali
- Serie D: 1

Pergolettese: 2018-2019 (girone D)